# کیلبرن، لندن
latitudeکیلبرن، لندنlongitudeکیلبرن، لندن
کیلبورن، لندن (به انگلیسی: Kilburn) یک ناحیه در بریتانیا است که در منطقه برنت لندن واقع شده‌است.